# 그린델발트 터미널역
그린델발트 터미널역(Bahnhof Grindelwald Terminal)은 스위스 베른주의 그린델발트 시정촌에 있는 교통 단지이다. 아이거 빙하로 가는 아이거 익스프레스와 멘리헨으로 가는 그린델발트-멘리헨의 두 케이블카가 있는 계곡 역이다. 베른 오버란트선의 기차도 여기에서 정차하며, 인터라켄 동역과 그린델발트까지 정기적으로 운행한다.
재건된 그린델발트-멘리헨 곤돌라 케이블카와 함께 역이 2019년 12월에 문을 열었다. 2020년 12월에 그린델발트와 클라이네 샤이덱을 경유하는 기차보다 약 50분 더 빠른 아이거 익스프레스 케이블카가 개통되었다.

## 그린델발트 터미널
그린델발트 터미널은 이 지역의 관광 전반을 확장하고자 시작한 V-반 프로젝트의 핵심이다. 이곳에서 아이거글레처역으로 가는 삼륜 곤돌라 아이거 익스프레스와 멘리헨으로 가는 10인승 곤돌라 프리트가 시작된다.
또한 터미널에는 최고의 국제 브랜드, 스위스 각종 제품과 스포츠 매장이 있는 쇼핑센터, 다층 주차장이 있다. 또한 내부에는 2개의 스키장과 더불어 VIP 라운지, 레스토랑, 국수 바, e- 트론 에너지바가 있고, 밤에는 e- 트론 에너지바가 DJ 음악과 음료를 마실 수 있는 오락센터로 변신한다.

## 운행편
2020년 12월 시간표 변경에 따라 다음 서비스가 그린델발트 터미널에서 정차한다.
- 레기오 : 인터라켄 동역과 그린델발트 사이를 30분 간격으로 운행.
- 케이블카:
  - 아이거 익스프레스 : 낮 동안 아이거글레처까지 연속 운행.
  - 그린델발트-멘리헨 : 낮 동안 멘리헨까지 연속 운행

## 갤러리

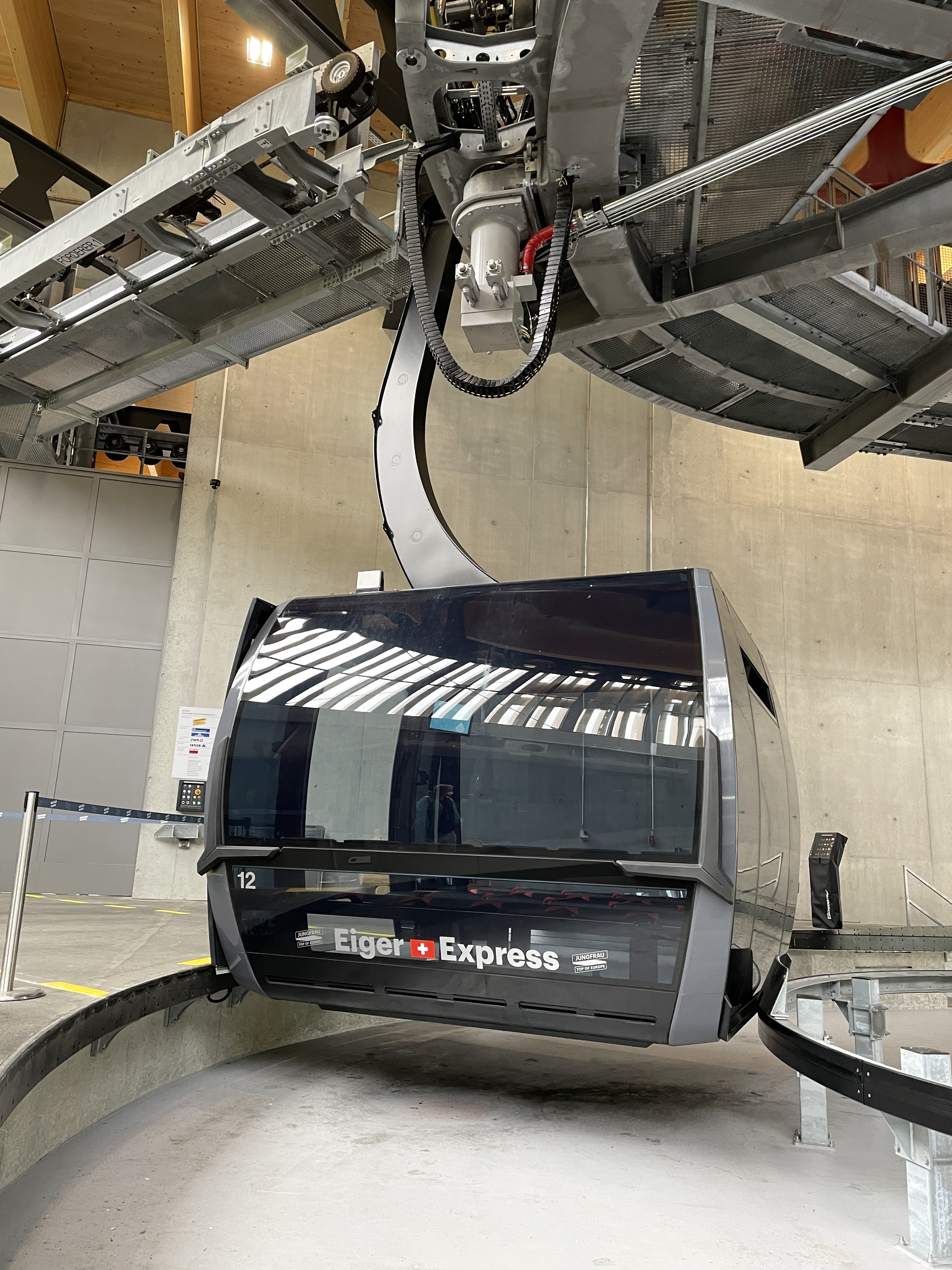
아이거 익스프레스 케이블카
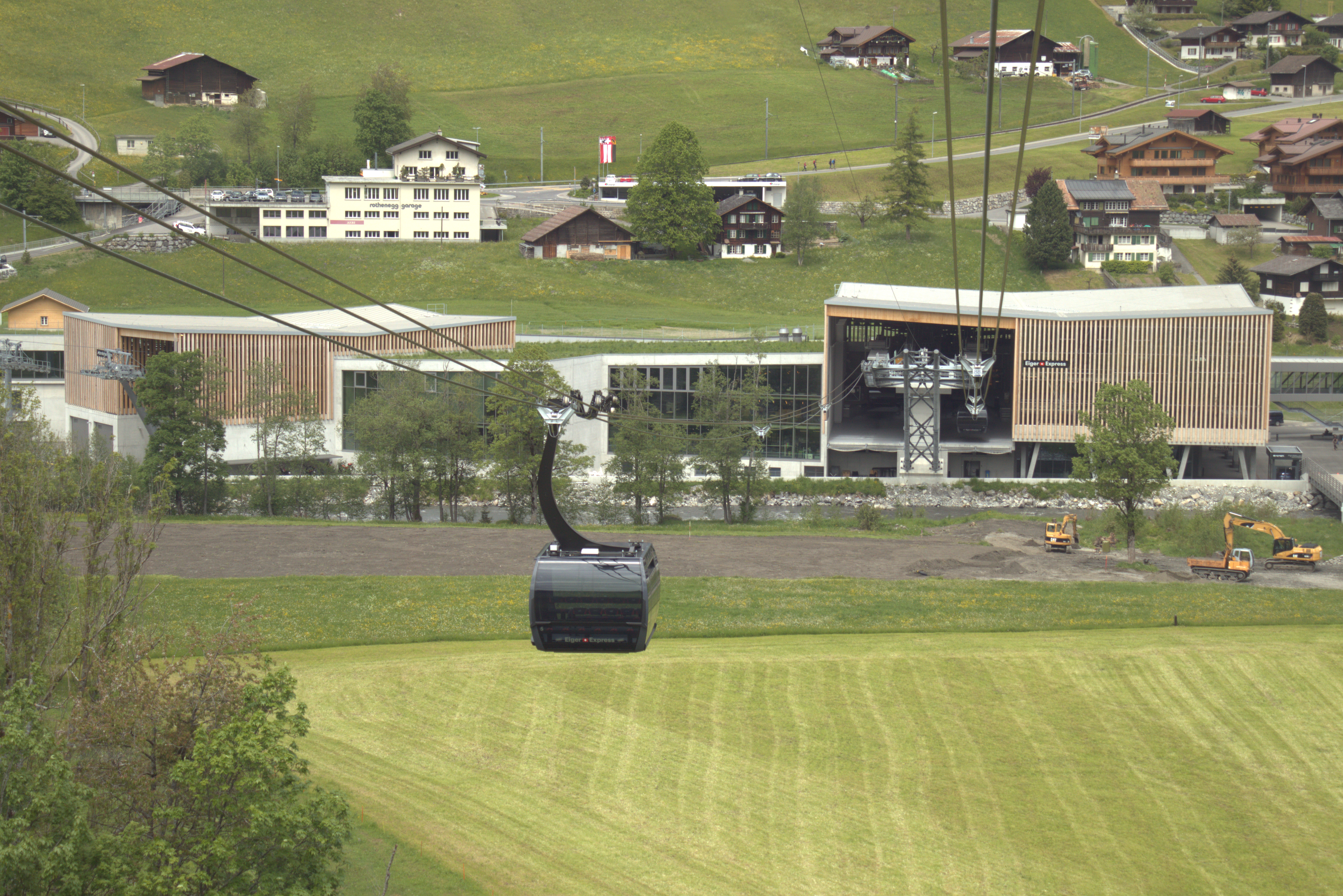
그린델발트 터미널 건물